# Oskar Röder
Gustav Oskar Wilhelm Röder (auch Oscar; * 15. Juni 1862 in Johanngeorgenstadt; † 13. Februar 1954 in Leipzig) war ein deutscher Professor für Veterinärchirurgie.

## Leben
Nach seinem Studium an der Tierarzneischule Dresden, wo er im Wintersemester 1881 Mitglied der Landsmannschaft Saxonia Dresden, des späteren RSC-Corps Saxonia Dresden (letztlich aufgegangen in Landsmannschaft Hansea auf dem Wels) wurde, und der Tierärztlichen Hochschule Berlin, wo er Mitglied der RSC-Landsmannschaft Salingia Berlin, des späteren RSC-Corps (letztlich aufgegangen im Corps Rheno-Nicaria Mannheim) wurde, praktizierte Röder ab 1886 als Tierarzt in Dahlen (Sachsen). 1888 wurde er zum Bezirkstierarzt in Großenhain berufen.
Im Jahre 1892 nahm Röder das Angebot als Leiter der Ambulatorischen Klinik an der 1889 aus der Tierarzneischule hervorgegangenen Tierärztlichen Hochschule Dresden nicht an. Zwei Jahre später erfolgte an der Universität Tübingen seine Promotion zum Dr. med. vet. mit dem Thema Vergleichende anatomische und physiologische Untersuchungen über das männliche Begattungsorgang der Feliden mit besonderer Berücksichtigung der Nervenendigungen. Er wurde 1894 in die Dresdner Freimaurerloge Zum goldenen Apfel aufgenommen. 1895 erhielt er die Berufung als Bezirksveterinär im damals größten Bezirk Meißen. 
Ab 1898 lehrte Röder Praktische Veterinärmedizin an der Tierärztlichen Hochschule Dresden und erhielt ein Jahr später mit dem Titel eines Professors den Lehrstuhl für Veterinärchirurgie. Er erfand den Röder-Knoten und beschrieb ihn 1913 in seinem Werk Chirurgische Operationstechnik für Tierärzte und Studierende. 1915 wurde er vom Titel Medizinalrat, den er seit 1904 trug, zum Geheimen Medizinalrat befördert. Mit der Auflösung der Hochschule und deren Verlegung und Angliederung als Veterinärmedizinische Fakultät an die Universität Leipzig verlegte Röder 1923 seinen Wirkungsort nach Leipzig und wurde dort auch Mitglied des RSC-Corps Saxo-Borussia. Dort leitete er bis zum 13. September 1930 die Chirurgische Universitätstierklinik. Nach der kriegsbedingten Einberufung seines Nachfolgers Ewald Berge zur Wehrmacht übernahm Röder das Amt am 27. September 1939 wiederum kommissarisch bis zur Rückkehr Berges am 18. September 1940.
Nach Beendigung des Zweiten Weltkrieges wurde Röder 1946 erneut auf den Lehrstuhl für Praktische Veterinärmedizin der Universität Leipzig berufen. Dabei leitete er als Ordinarius für Veterinärchirurgie erneut die Universitätsklinik. Kommissarisch unterstanden ihm außerdem noch die Medizinische sowie die Ambulatorische und die Geburtshilfliche Tierklinik und damit sämtliche klinisch tätigen Institute der Veterinärmedizinischen Fakultät. Er übte sein Amt hierbei trotz seines hohen Alters unter schwierigen Rahmenbedingungen aus: Operationen wurden aufgrund kriegsbedingter Zerstörungen auch im Winter bei Minusgraden im Freien abgehalten. Erst im Jahr 1950 wurde Oskar Röder endgültig emeritiert.
1952 erhielt er von der Universität Leipzig die Ehrendoktorwürde. Ihm zu Ehren stiftete die Universität Leipzig die Oskar-Röder-Ehrenplakette. In seinem langjährigen Wirkungsort Dresden trägt im Stadtteil Reick die Straße, an der sich die Pferderennbahn befindet, seinen Namen.